# Dendroceros japonicus
Espèce
Statut de conservation UICN

 EN B2ab(ii,iii,iv,v) : En danger
Dendroceros japonicus est une espèce de plantes de la famille des Dendrocerotaceae.

## Publication originale
- Sitzungsberichte der Naturforschenden Gesellschaft zu Leipzig 36: 15. 1909.